# Culloden (Écosse)
Culloden (prononcé kə'lɒdən - en gaélique : Cùil Lodair) est une petite commune située en Écosse (Highland (council area)), à quelques kilomètres à l’est d’Inverness. Son code postal est IV2 7.

## Histoire
Le village fut le lieu de la Bataille de Culloden le 16 avril 1746, qui marqua l'échec du quatrième des débarquements royalistes en Écosse, après ceux de 1692, 1708, et 1715, et la fin des espoirs de restauration de la lignée des Stuart catholiques sur les trônes d'Écosse et d'Angleterre.

## Compléments